# Penaherreraus bilineatus
Penaherreraus bilineatus är en skalbaggsart som först beskrevs av Aurivillius 1921.  Penaherreraus bilineatus ingår i släktet Penaherreraus och familjen långhorningar.
Artens utbredningsområde är Venezuela. Inga underarter finns listade i Catalogue of Life.